# Atlantische Hurrikansaison 1969
Die Hurrikan-Saison 1969 im Atlantik fing offiziell am 1. Juni 1969 an und dauerte bis 30. November 1969. Diese Daten grenzen üblicherweise die Periode des Jahres ab, in der sich im atlantischen Becken die meisten tropischen Wirbelstürme bilden.
Der stärkste Sturm des Jahres war Hurrikan Camille, der im atlantischen Bassin siebtstärkste Sturm und beim Landanfall in den Vereinigten Staaten der zweitstärkste jemals beobachtete Sturm. Camilles Landanfall war nahe der Bucht St. Louis, Mississippi. Dort traf er als Kategorie-5-Hurrikan auf der Saffir-Simpson-Hurrikan-Windskala auf Land und tötete 256 Menschen und verursachte Kosten von 1,4 Milliarden US-Dollar (9,2 Milliarden im Jahr 2005) an Sachschäden. Weitere bemerkenswerte Stürme waren Hurrikan Francelia, der schwere Überschwemmungen in Belize verursachte und 100 Menschen tötete, Hurrikan Inga, der fast 25 Tage dauerte und zu der Zeit der Hurrikan mit der zweitlängsten jemals beobachteten Dauer war, sowie Hurrikan Martha, der Überschwemmungen und Erdrutsche in Costa Rica und in Panama verursachte.

## Aktivität der Saison
Die atlantische Hurrikansaison 1969 war mit 18 tropischen Wirbelstürmen, von denen 12 Hurrikanstatus erreichten, bis zur Atlantischen Hurrikansaison 2005 die aktivste seit Beginn der Aufzeichnungen, und sie ist immer noch die zweitaktivste Saison in diesem Becken. Der wahrscheinliche Grund für die erhöhte Tätigkeit waren die starken Luftdruckunterschiede infolge des La Niña, das auch die pazifische Hurrikansaison 1969 und die die pazifische Taifunsaison 1969 beeinflusste. Trotz der hohen Tätigkeit blieben die meisten tropischen Wirbelstürme entweder über dem Meer, oder der Landfall erfolgte mit minimaler Stärke.
Die Meteorologen hatten Ende der 1960er Jahre erst angefangen, den Zusammenhang zwischen tropischen und subtropischen Stürmen zu verstehen; eine Reihe der achtzehn Wirbelstürme der Saison 1969 wurde deswegen nicht benannt. Außerdem wurden einige der tropischen Stürme nachträglich als Hurrikane klassifiziert.

## Stürme

### Hurrikan Camille
→ Hauptartikel: Hurrikan Camille

### Hurrikan Debbie
→ Hauptartikel: Hurrikan Debbie (1969)

### Hurrikan Inga
→ Hauptartikel: Hurrikan Inga (1969)

### Hurrikan Martha
Martha war der am weitesten südlich gelegene Hurrikan der Geschichte. Kein anderer Hurrikan machte so weit südlich einen Landfall wie Martha am 24. November 1969 über Panama. Zudem war es der erste und bisher einzige Hurrikan der Landfall über Panama machte.

## Sturmnamen
Die folgenden Namen wurden für Benennung der Stürme der atlantischen Hurrikansaison 1969 verwendet, wobei die Namen Blanche, Camille, Eve, Francelia, Holly, Kara, Laurie und Martha das erste Mal verwendet wurden. Auf der Liste der Namen tropischer Wirbelstürme für die Saison 1969 stand ursprünglich Carol, wurde jedoch irgendwann nach Beginn der Saison vor dem 14. August durch Camille ersetzt.
Anna, Blanche, Camille, Debbie, Eve, Francelia, Gerda, Holly, Inga, Jenny, Kara, Laurie und Martha.
Nicht verwendet wurden die Sturmnamen Netty, Orva, Peggy, Rhoda, Sadie, Tanya, Virgy und Wenda.
Der Name Camille wurde später von der Liste der Namen tropischer Wirbelstürme gestrichen.